# Bregalniško-strumiški korpus (NOVJ)
Bregalniško-strumiški korpus (makedonsko Брегалничко-струмички корпус) je bil partizanski korpus, ki je deloval kot del NOV in POJ v Jugoslaviji med drugo svetovno vojno.
Korpus je bil ustanovljen oktobra 1944 in razpuščen 6. decembra istega leta.

## Sestava
- 42. divizija
- Kumanovska divizija